# Гео Норж
Гео Норж, или само Норж, е псевдоним белгийския поет, пишещ на френски език, Жорж Могин (на френски: Georges Mogin).

## Биография
Гео Норж е роден в буржоазно семейство. Негови далечни предци са френски хугеноти, емигрирали в Белгия по време на религиозните преследвания, след отмяната на Нантския едикт. Учи в йезуитския колеж „Сен Мишел“ в Брюксел и е съученик на Анри Мишо. Работи като търговски представител.
Първата му поетична книга излиза през 1923 г. в Брюксел: един от основателите на „Театъра на свободната група“; активно участва в създаването на „Поетично списание“ (1931), организира поетични вечери (1932). От 1954 г. постоянно живее в южна Франция, в Сен Пол дьо Ванс, заедно със съпругата си художничка. Пише с голяма симпатия за трудовите хора на Франция.
Автор на много поетични сборници: „Истината в очите“ (1962), „Бал-маскарад сред планетите“ (1972), „Стихове 1923 – 1973“ (1978), пише и за деца. През 1958 г. получава награда за поезия на френската общност на Белгия, а през 1971 г. – първата белгийско-канадска литературна награда. Негови събрани стихове се появяват в Париж през 1978 г.

## Произведения
- La belle endormie (1935)
- Le Sourire d'Icare (1937)
- Les Râpes (1949)
- Famines (1950)
- Le Gros Gibier (1953)
- La Langue verte (1954)
- Les Oignons (1956)
- Les Quatre Vérités (1962)
- Le Vin profond (1968)
- Les Cerveaux brûlés (1969)
- Les Oignons, etc. (1971)
- La Belle Saison (1973)
- Eux les anges (1978)
- Les Coq-à-l’âne (1985)
- Le Stupéfait (1988)

|  | Тази страница частично или изцяло представлява превод на страницата Norge (poète) в Уикипедия на френски. Оригиналният текст, както и този превод, са защитени от Лиценза „Криейтив Комънс – Признание – Споделяне на споделеното“, а за съдържание, създадено преди юни 2009 година – от Лиценза за свободна документация на ГНУ. Прегледайте историята на редакциите на оригиналната страница, както и на преводната страница, за да видите списъка на съавторите. ВАЖНО: Този шаблон се отнася единствено до авторските права върху съдържанието на статията. Добавянето му не отменя изискването да се посочват конкретни източници на твърденията, които да бъдат благонадеждни. |